# オーランドの未来
オーランドの未来（オーランドのみらい、スウェーデン語: Ålands Framtid）は、オーランド諸島の政党。